# 特勒纳勒
特勒纳勒（法語：Trenal，法語發音：[tʁənal]）是法国汝拉省的一个市镇，位于该省西南部，属于隆斯勒索涅区。2017年，相邻的马勒雷整体并入本市镇。

## 地理
特勒纳勒（46°38'36"N, 5°28'3"E）面积9.54 平方千米，位于法国勃艮第-弗朗什-孔泰大區汝拉省，该省份为法国东部内陆省份，北起上索恩省，西北接科多尔省，西临索恩-卢瓦尔省，南至安省，东与杜省和瑞士接壤。
与特勒纳勒接壤的市镇（或旧市镇、城区）包括：库尔拉乌、弗雷比昂、热万热、瑟桑塞、孔达米讷。
特勒纳勒的时区为UTC+01:00、UTC+02:00（夏令时）。

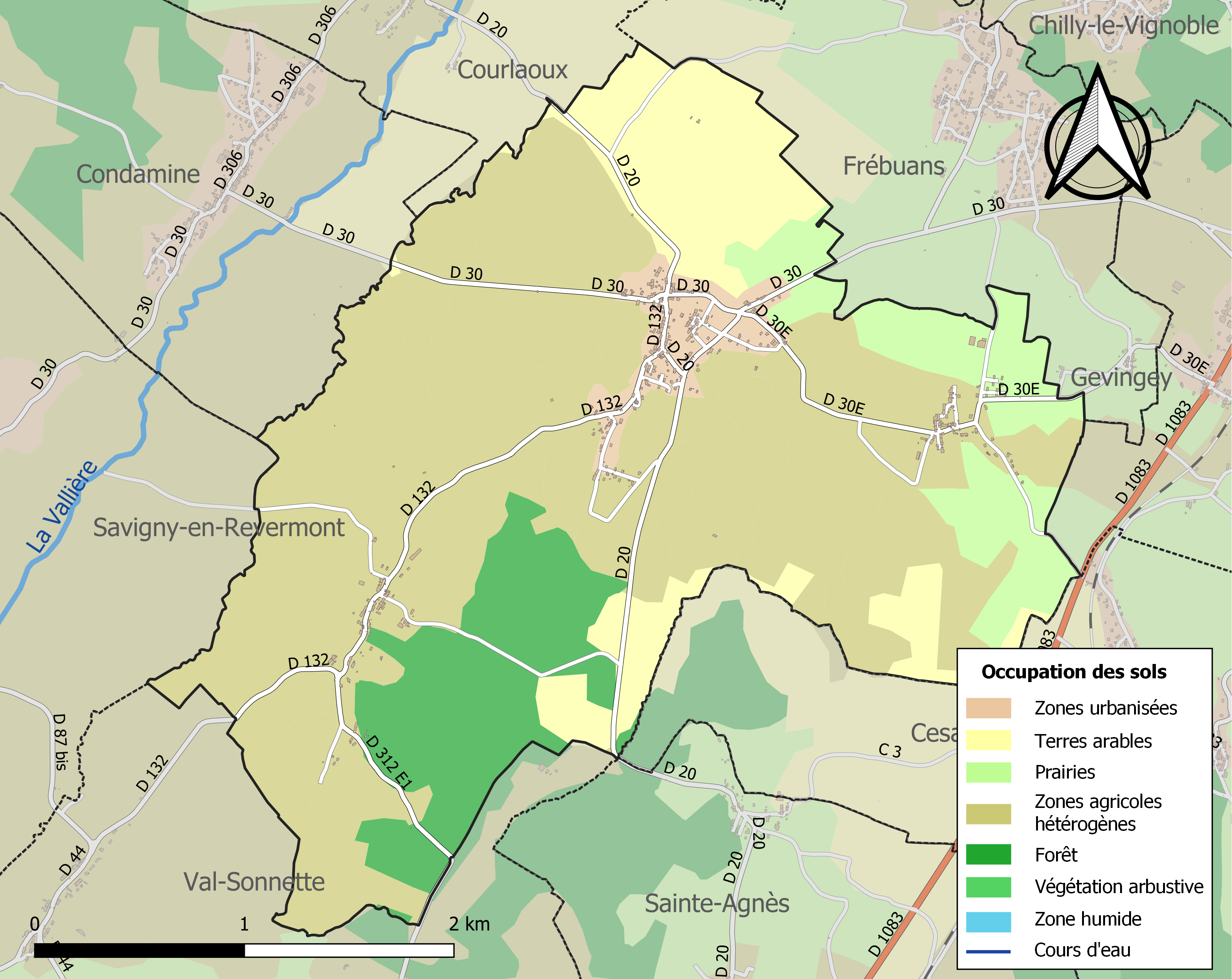
特勒纳勒的OSM定位图

## 行政
特勒纳勒的邮政编码为39570，INSEE市镇编码为39537。

## 政治
特勒纳勒所属的省级选区为隆斯勒索涅第二县。

## 人口

1962-2008年间特勒纳勒人口变化图示

特勒纳勒于2022年1月1日时的人口数量为471人。